# Szathmári Paksi Dániel (lelkész, 1734–1798)
Id. Szathmári Paksi Dániel (Sárospatak, 1734. ősze – Mezőcsát, 1798. decembere) református lelkész, Szathmári Paksi Ábrahám öccse, Szathmári Paksi Dániel (1769–1818) lelkész édesapja. 

## Élete
Tanulmányait Sárospatakon kezdte, majd külföldre ment és 1757-ben beiratkozott a franekeri, 1758. szeptember 26-án pedig a leideni egyetemre. Utóbbi helyen megzavarodott és egy esztendeig betegeskedett. Ezt követően 1760 tavaszán tért haza, 1762-ben Mezőcsátra került lelkésznek. Később a Sárospataki Kollégium professzoraként működött. 

## Művei
- Dissertatio ostendens ex Herodoto pharaones quibus regibus israelitae Aegyptum incoluerunt. (Franeker, 1758.)
- Üdvözlő verset írt Ouwens franekeri tanárhoz (1757.)